# Nivchská kuchyně

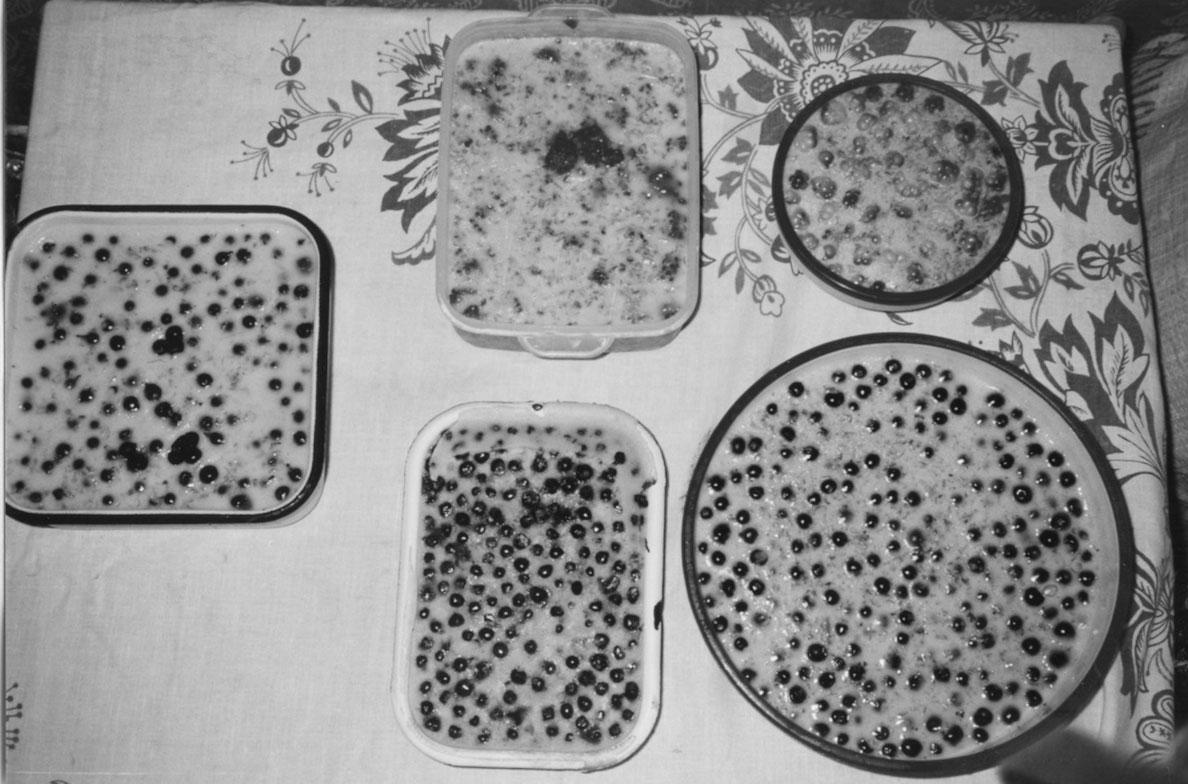
Tradiční mos podávaný o svátcích a slavnostech

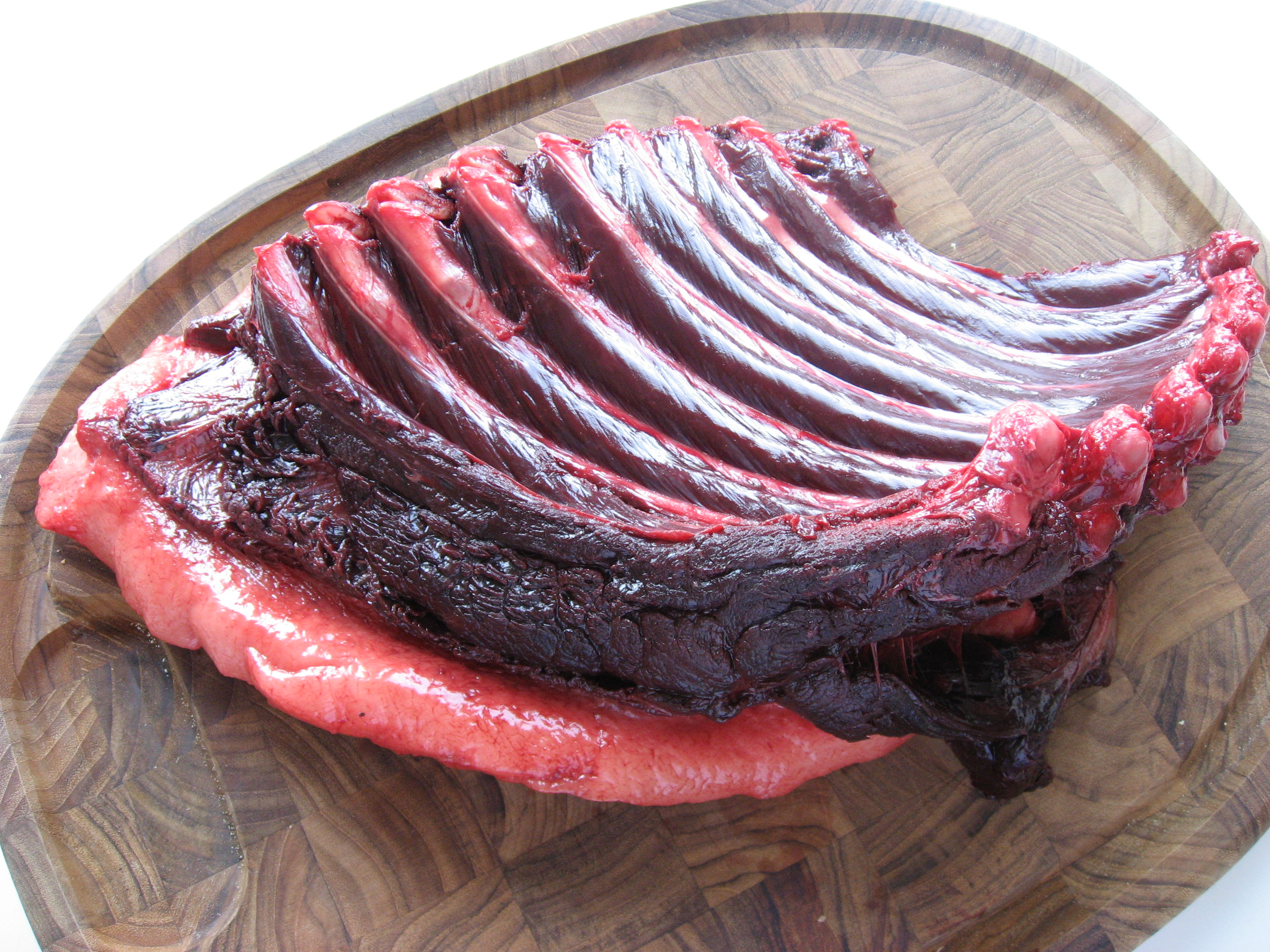
tulení maso

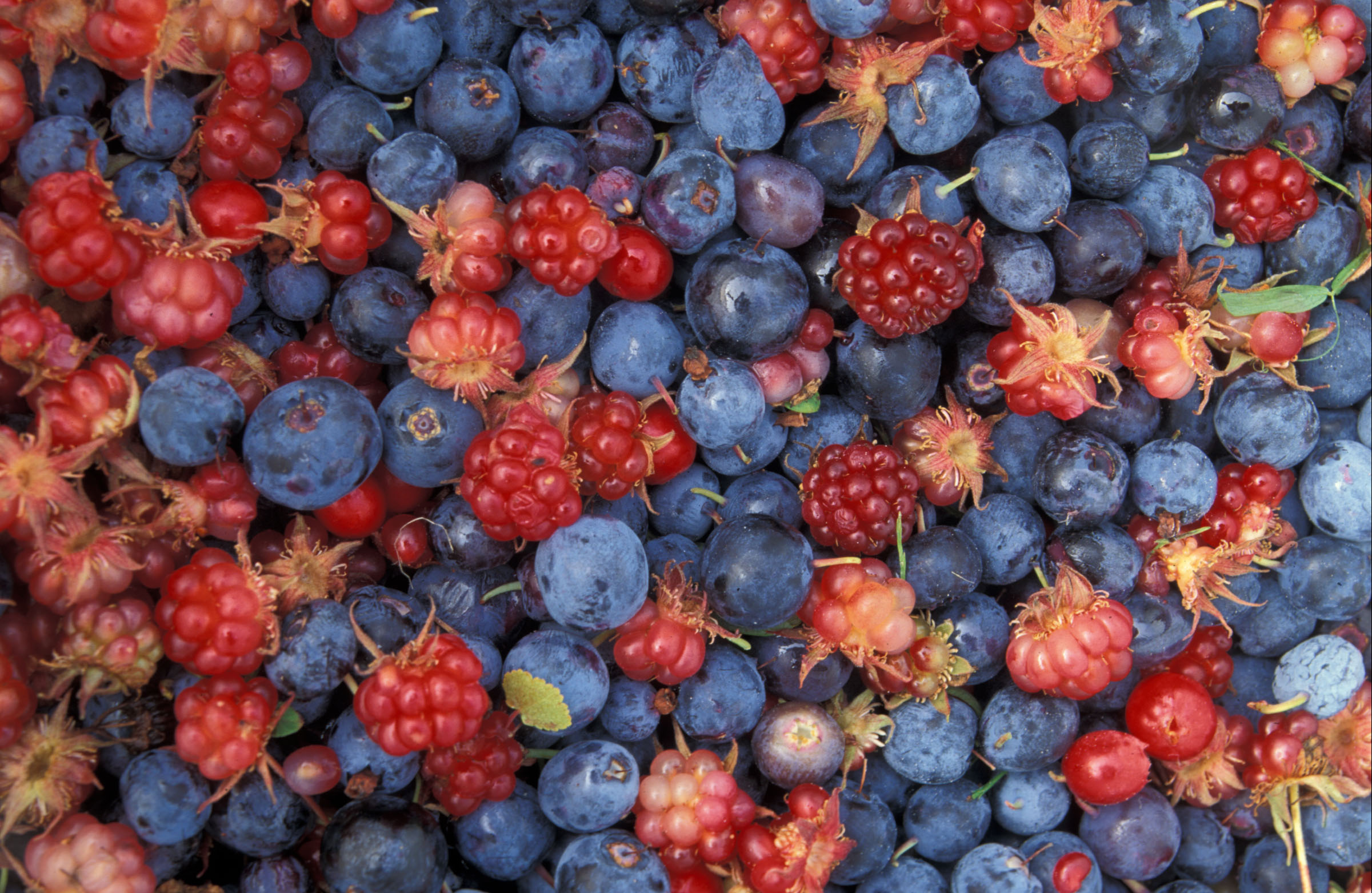
lesní plody

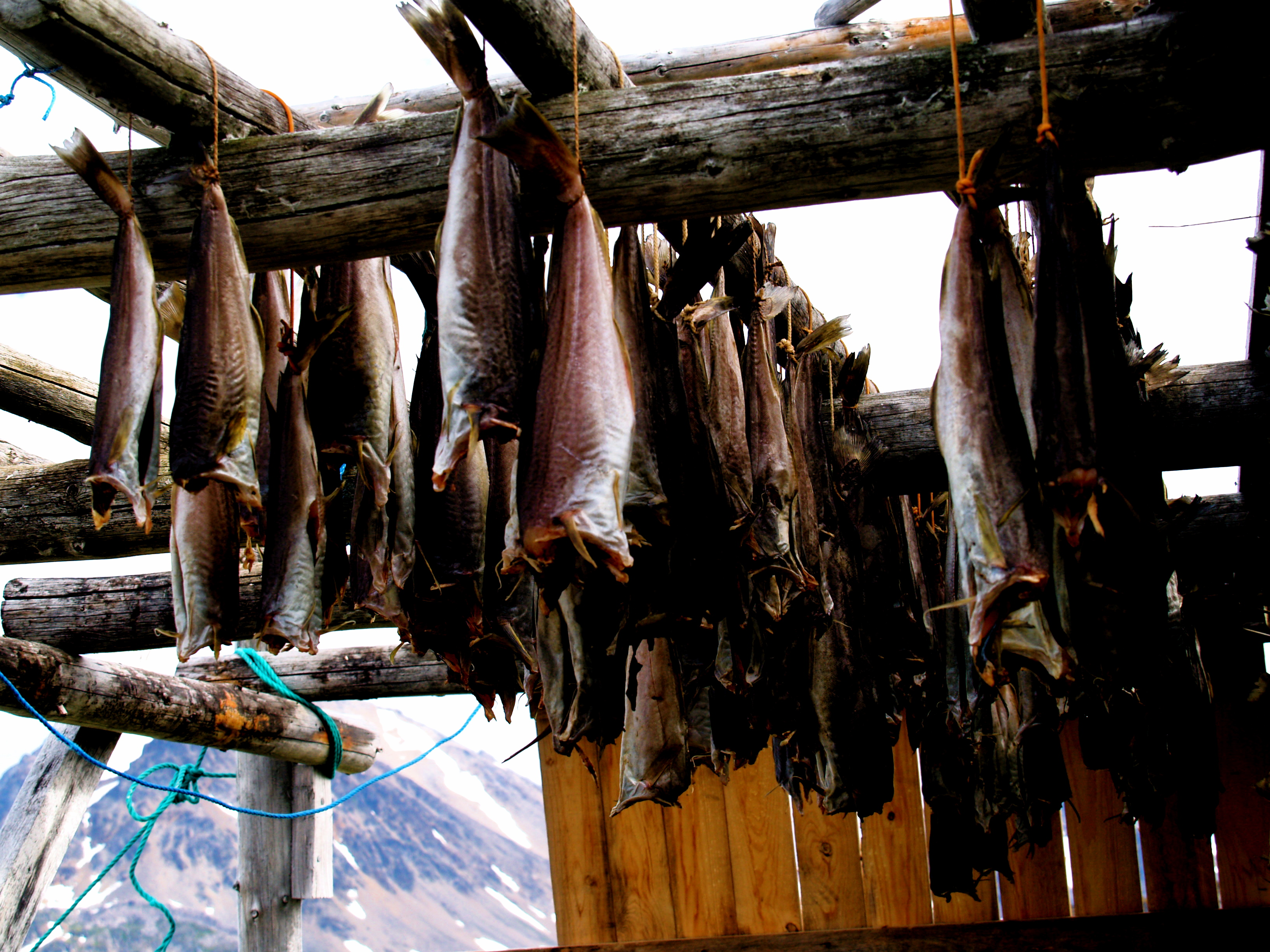
jukola, sušená ryba

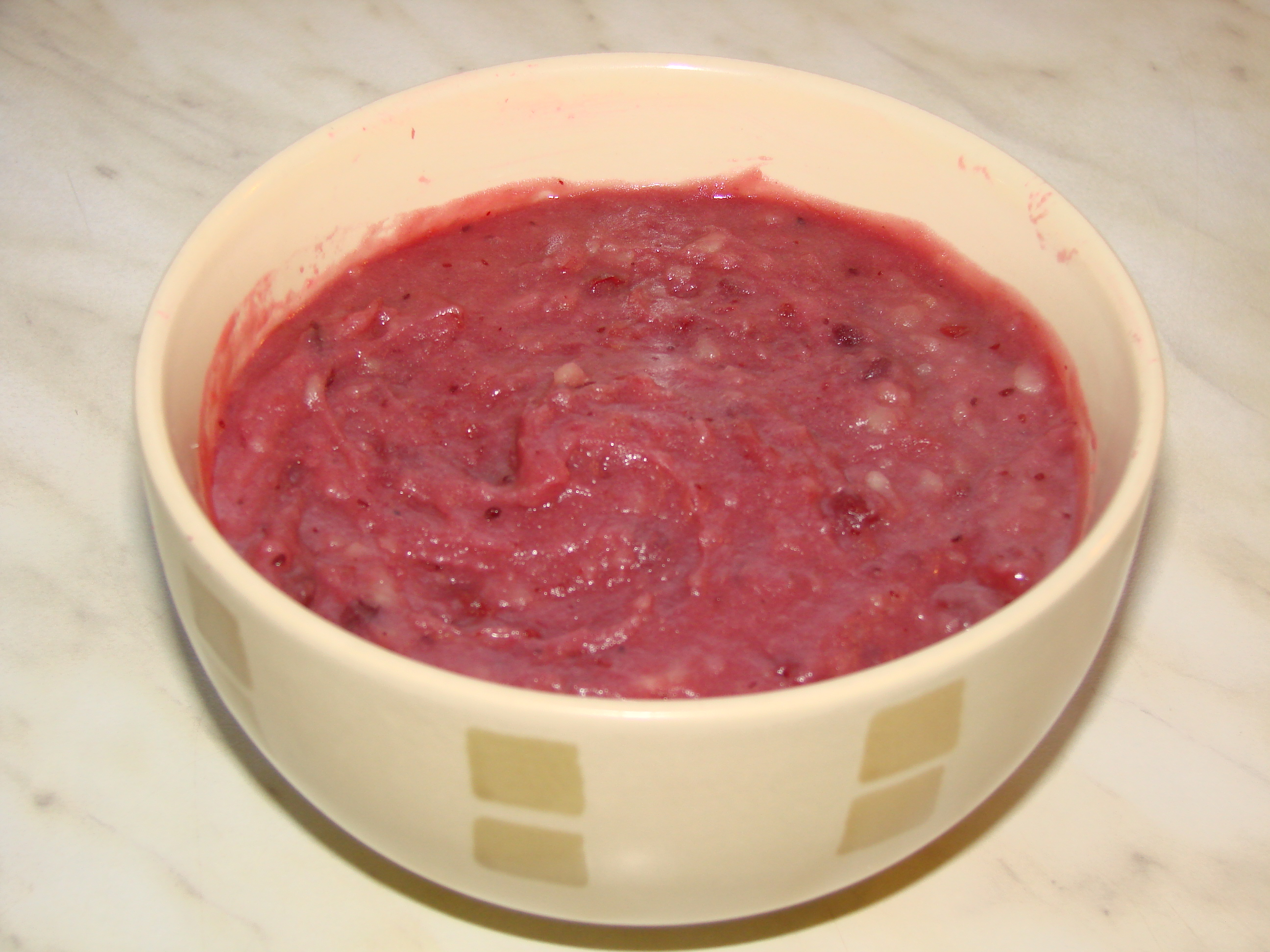
muvi, pyré z brambor a brusinek

Nivchská kuchyně (rusky: Нивхская кухня) je rozšířena na severu ostrova Sachalinu, a v povodí Amuru v Rusku, tedy v oblasti, kterou původně obývali Nivchové. Nivchská kuchyně je svojí jednoduchostí a využívanými surovinami dobře přizpůsobena prostředí ve kterém Nivchové žijí. Charakteristickým rysem tradiční nivchské kuchyně je velká rozmanitost využívaných druhů ryb, lesních plodů a produktů z tuleně. 

## Historie
Od 12. století byli Nivchové v kontaktu s Číňany, Mandžuy a Japonci kteří k Nivchům přinesli nové suroviny jako je sůl, cukr, rýže, proso a čaj. Během kolonizace dálného východu Rusy v 18. a 19. století se k Nivchům dostala mouka, vodka (nivchsky arak), chléb, brambory, máslo a různé (pro ně neznámé) druhy zeleniny, ovoce a masa.
Během Sovětského svazu se Nivchové vzdali svého tradičního způsobu obstarání jídla, lovu a rybolovu, a byli nuceni pracovat na státních farmách. Kvůli tomuto nastal jistý odklon od tradiční kuchyně tvořené převážně z ulovené a nasbírané potravy. Dnes však mnoho Nivchů se vrací ke své tradiční kuchyni a léto tráví rybařením a sběrem lesních plodů které si skladují na zimu. 

## Ingredience
Nivchové se tradičně živili lovem a rybolovem. Proto jsou živočišné produkty, jako je maso, tuk a vnitřnosti, základem tradiční Nivchské kuchyně. Z velké části se jedly ryby (losos, jeseter, síh) a maso mořských savců (tuleni, kytovci). Ryby se jedly syrové, zmražené, nebo se sušily, vařily či pekly. Největší pochoutkou na rybách jsou velké nosní chrupavky. Maso mořských savců se taktéž jedlo syrové či mražené, nebo se napřed uvařilo.
Zvěřina se konzumovala méně. Nejčastěji se pekla, vařila, v případě nouze se jedla syrová.
Kromě masa se také konzumovaly lesní plody - bobule (borůvky, brusinky, jahody, šicha), které obsahují velký podíl vitamínu C, houby, cibule, hlízy, oddenky a natě rostlin. Ty zpestřovaly masitou stravu a napomáhaly dobrému trávení. Z lesních plodů a z jiných surovin (hlavně maso) se nejčastěji připravovaly různé směsi, kaše nebo se lesní plody nakládaly. Nivchové žijící u pobřeží také sbírali a konzumovali mořské řasy, které se sušily a přidávaly se hlavně do polévek.

## Tradiční pokrmy

### Ryby
- Mad jir-ma - sušené plátky ryb. Ryba se musí nakrájet na tenké (aby se dobře usušila) a nepotrhané (aby nedržela vlhkost a nekazila se) plátky, které se po usušení svážou do svazku. [4]
- Pyaki-ma - usušená ryba (jukola) nakrájená na malé kousky.
- Kyn-čo - zmražená ryba nakrájená na plátky.
- Je-čo - vařená ryba.
- Tafcng-čo - prosolené plátky ryb.
- Talk - nakrájená zmražená ryba smíchaná s divokým česnekem. [5]
- Puť - rybí vývar s mořskou řasou. [1]

### Tuleň
- Langr ngazf - vařená tulení střeva. [3]
- Ngonxh - syrový tulení tuk (také podávaný zmražený). [6]

### Lesní plody
- Vyzg als - kaše z bobulí a tuleního tuku. Ostatní ingredience s mohou lišit - například vařené ryby, brambory nebo dokonce mouka.
- Mos - tradiční slavností pokrm z bobulí a hlíz rostlin které se smíchají s tulením tukem a rozdrcenými rybami.
- Muvi - směs bobulí (nejčastěji brusinek), tuku a šťouchaných brambor. [3] [7]
- Těvi orlak - kaše z tuleního tuku a šípků.
- Je chagi - dušené listy divokého česneku s tulením tukem. [1]